# ستاد رانس
ستاد رانس (بالفرنسية: Stade de Reims)‏ ناد كرة قدم فرنسي يلعب في دوري الدرجة الأولى. تم تأسيس النادي في سنة 1911. وحاز على لقب الدوري 6 مرات أعوام: 1948، 1952، 1954، 1957، 1959، و1961.

## الشعار

شعار الفريق من 1931 إلى 1991
شعار الفريق من 1999 إلى 2020
شعار الفريق من 2020 وحتى الآن